# Anyagmaradvány (kriminalisztika)
Az anyagmaradvány a kriminalisztikában olyan, a bűncselekmény helyszínén visszamaradó tárgytöredékek, anyagrészecskék, amely a vizsgált eseménnyel közvetlenül, vagy közvetve összefüggésbe hozhatóak.
A tárgyak és/vagy személyek közötti kölcsönhatás révén létrejött elváltozásokat reprezentáló anyagi jellegű információ hordozó. Visszatükrözik azoknak a tárgyaknak és/vagy személyeknek jellemző belső tulajdonságait, vegyi-szerkezeti összetételét, amelyekből(től) származnak.
Az anyagmaradványok felkutatása a helyszíni szemle során történik, rendkívül fontos a végrehajtása. Ennek a kutatásnak a sajátosságát az adja, hogy az anyagmaradványok felismeréséhez különleges szakértelemre, felszereltségre van szükség (speciális fényforrás, nagyító).

## Benzidinpróba
A benzidinpróba a vérfoltok felkutatására szolgál. Az ecetsavas benzidinoldat hidrogén-peroxid jelenlétében a vérmaradványt kékeszöldre színezi.

## Luminolos próba
A vérrel szennyezett hely sötétben a luminol hatására kékesfehéren világít.